# Férfi 800 méteres síkfutás a 2005. évi nyári európai ifjúsági olimpiai fesztiválon
A 2005. évi nyári európai ifjúsági olimpiai fesztiválon az atlétikai versenyszámokat Lignano Sabbiadoróban rendezték. A férfi 800 méteres síkfutás előfutamait július 4-én, a döntőt pedig július 6-án rendezték.

## Előfutamok
| H  | F | Név                 | Nemzet                | E       | Mj |
| -- | - | ------------------- | --------------------- | ------- | -- |
| 1  | 3 | David McCarthy      | Írország              | 1:52.84 | QA |
| 2  | 3 | Jonas Modin Rismyhr | Norvégia              | 1:53.34 | QA |
| 3  | 3 | Bruno Albuquerque   | Portugália            | 1:53.42 | QA |
| 4  | 3 | Florian Carvalho    | Franciaország         | 1:53.74 | QA |
| 5  | 3 | Ragnar Lipp         | Észtország            | 1:55.61 | QA |
| 6  | 2 | Sören Ludolph       | Németország           | 1:55.76 | QA |
| 7  | 2 | Ricardo Longerich   | Belgium               | 1:56.14 | QA |
| 8  | 2 | Sergio Herance      | Spanyolország         | 1:56.23 | QB |
| 9  | 2 | Namig Asadov        | Azerbajdzsán          | 1:56.34 | QB |
| 10 | 1 | Eddie Andersen      | Dánia                 | 1:56.43 | QA |
| 11 | 3 | Sava Todorov        | Bulgária              | 1:56.45 | QB |
| 12 | 1 | Stevan Kosoric      | Bosznia-Hercegovina   | 1:56.88 | QB |
| 13 | 1 | Mate Mujan          | Horvátország          | 1:57.15 | QB |
| 14 | 1 | Egidijus Svegzda    | Litvánia              | 1:57.86 | QB |
| 15 | 2 | Fabio Caramella     | Olaszország           | 1:58.24 | QB |
| 16 | 1 | Gökhan Akdogan      | Törökország           | 2:00.26 | QB |
| 17 | 1 | Allister Bezzina    | Málta                 | 2:00.61 |    |
| 18 | 2 | Ivan Gajic          | Szerbia és Montenegró | 2:00.94 |    |
| 19 | 3 | Vilhjálmur Atlason  | Izland                | 2:01.27 |    |
| 20 | 2 | Danijel Pavik       | Észak-Macedónia       | 2:03.28 |    |
| 21 | 1 | Sebastiena Garro    | Monaco                | 2:13.11 |    |

## Döntő
| A döntő | A döntő             | A döntő             | A döntő | A döntő |
| H       | Név                 | Nemzet              | E       | Mj      |
| ------- | ------------------- | ------------------- | ------- | ------- |
| Arany   | Sören Ludolph       | Németország         | 1:57.99 |         |
| Ezüst   | David McCarthy      | Írország            | 1:58.26 |         |
| Bronz   | Jonas Modin Rismyhr | Norvégia            | 1:58.35 |         |
| 4       | Ricardo Longerich   | Belgium             | 1:58.43 |         |
| 5       | Florian Carvalho    | Franciaország       | 1:58.98 |         |
| 6       | Eddie Andersen      | Dánia               | 1:59.33 |         |
| 7       | Ragnar Lipp         | Észtország          | 1:59.77 |         |
| 8       | Bruno Albuquerque   | Portugália          | 2:01.78 |         |
| B döntő |                     |                     |         |         |
| H       | Név                 | Nemzet              | E       | Mj      |
| 1       | Stevan Kosoric      | Bosznia-Hercegovina | 1:54.30 |         |
| 2       | Mate Mujan          | Horvátország        | 1:54.80 |         |
| 3       | Sergio Herance      | Spanyolország       | 1:55.42 |         |
| 4       | Egidijus Svegzda    | Litvánia            | 1:55.62 |         |
| 5       | Namig Asadov        | Azerbajdzsán        | 1:55.87 |         |
| 6       | Fabio Caramella     | Olaszország         | 1:56.42 |         |
| 7       | Sava Todorov        | Bulgária            | 1:56.46 |         |
| 8       | Gökhan Akdogan      | Törökország         | 2:01.17 |         |